# Midlands West (circonscription du Parlement européen)
Ne pas confondre avec Circonscription des West Midlands, une circonscription multisiège existante de 1999 à aujourd'hui.
Midlands West était une circonscription du Parlement européen au Royaume-Uni qui existait de 1979 à 1999.
Avant l’adoption uniforme de la représentation proportionnelle en 1999, le Royaume-Uni utilisait le système uninominal à un tour pour les élections européennes en Angleterre, en Écosse et au pays de Galles. Les conscriptions du Parlement européen utilisées dans ce système étaient plus petites que les circonscriptions régionales les plus récentes et ne comptaient chacune qu'un seul membre au Parlement européen.

## Limites
1979-1984: Dudley East; Dudley West; Halesowen and Stourbridge; Walsall North; Walsall South; Wolverhampton North East; Wolverhampton South East; Wolverhampton South West.
1984-1999: Dudley East; Dudley West; Halesowen and Stourbridge; Warley East; Warley West; Wolverhampton North East; Wolverhampton South East; Wolverhampton South West.

## Membre du Parlement européen
| Élection                    | Élection | Portrait | Membre           | Parti        |
| --------------------------- | -------- | -------- | ---------------- | ------------ |
|                             | 1979     |          | Richard Simmonds | Conservateur |
|                             | 1984     |          | Terry Pitt       | Travailliste |
|                             | 1987     |          | John Bird        | Travailliste |
|                             | 1994     |          | Simon Murphy     | Travailliste |
| 1999 circonscription abolie |          |          |                  |              |